# إنريكي أوسوريو
إنريكي أوسوريو (من مواليد 27 يونيو 1959) هو سياسي إسباني من حزب الشعب لمجتمع مدريد، شغل منصب وزير التعليم والشباب في مجتمع مدريد منذ أغسطس 2019، وكان سابقًا وزيرًا للاقتصاد والمالية في مجلس الوزراء بين سبتمبر 2012 ويونيو 2015. كما أنه يشغل منصب المتحدث الرسمي بالنيابة للحكومة ووزير العلوم والجامعات والابتكار والثقافة والسياحة منذ مارس 2021.